# AMX-PRI
De AMX-PRI was een Frans Infanteriegevechtsvoertuig. Deze voertuigen werden vooral ingezet bij de pantserinfanterie, zij moesten in nauwe samenwerking met tanks aan het beweeglijk gevecht deelnemen. In het Nederlandse leger zijn de voertuigen ongeveer 20 jaar in dienst geweest tot ze in 1978 zijn vervangen door de YPR-765.

## Historie
Vanaf 1946 ontwikkelde het Franse AMX een voertuig speciaal voor troepenvervoer. Het had een onderstel dat voor verschillende pantserrupsvoertuigen uit de AMX-reeks werd gebruikt en was van 1951 tot 1965 in productie.
In het voertuig waren 10 kijkgaten voor de groep - aan beide zijkanten van het voertuig vier en twee in de achterdeuren - die door middel van pantserluikjes kon worden afgesloten. Het gebruik van vuurwapens binnen het panser was in vredestijd niet toegestaan in verband met de grote kans op gehoorschade.
Een pantserinfanteriegroep bestond uit elf man, inclusief de chauffeur en de boordschutter / hulpchauffeur. Door de krapte in het voertuig (Nederlanders zijn lang) werd de groep bij de Koninklijke Landmacht teruggebracht naar tien man.

Het uitstappen gebeurde in stilstand of rijdend, via de achterdeuren of de dakluiken. In de praktijk werd uitstijgen door de dakluiken alleen in noodsituaties gedaan vanwege het gevaar van blessures en blootstelling aan vijandelijk vuur. Het uitstappen via de achterdeuren bij een snelheid tot 20 km/u behoorde tot de standaardprocedures.
Het voertuig is onder andere ingezet door het leger van Israël in de Zesdaagse Oorlog. Voor zover bekend is het voertuig nergens meer in gebruik.

## De AMX-PRI in Nederlandse dienst
De Koninklijke Landmacht bracht vanaf het begin van de jaren zestig ingrijpende wijzigingen aan in de uitrusting van manoeuvre-eenheden. De wens om de manschappen in pantservoertuigen onder te brengen hield verband met de opvattingen over oorlogvoering in Noordwest Europa. In een confrontatie met het Warschaupact werd rekening gehouden met de inzet van nucleaire- of chemische wapens. Dit vereiste een betere bescherming van de grondtroepen, mede door de inzet van pantservoertuigen. Bijkomend voordeel was extra mobiliteit. In de context van het Nederlandse leger betekende "gemechaniseerd" verplaatsbaar door middel van een gepantserd rupsvoertuig en "gemotoriseerd" hetzelfde, maar dan in een gepantserd voertuig.
Als gevolg van de standaardisering en mechanisering schafte de Koninklijke Landmacht in 1961 voor haar gemechaniseerde eenheden de AMX-PRI aan of voluit: Gevechtsvoertuig, Pantser, Rups, Infanterie: type 2D, (AMX-PRI). Als commandovoertuig werd de AMX-PRICO ingezet. De gemotoriseerde eenheden kregen de Nederlandse DAF YP-408. In tegenstelling tot de Belgische versie had de PRI een torenaffuit met .50-mitrailleur die elektrisch en mechanisch van onder pantser bediend kon worden. Vanaf 1963 werden in totaal 345 stuks aangeschaft.

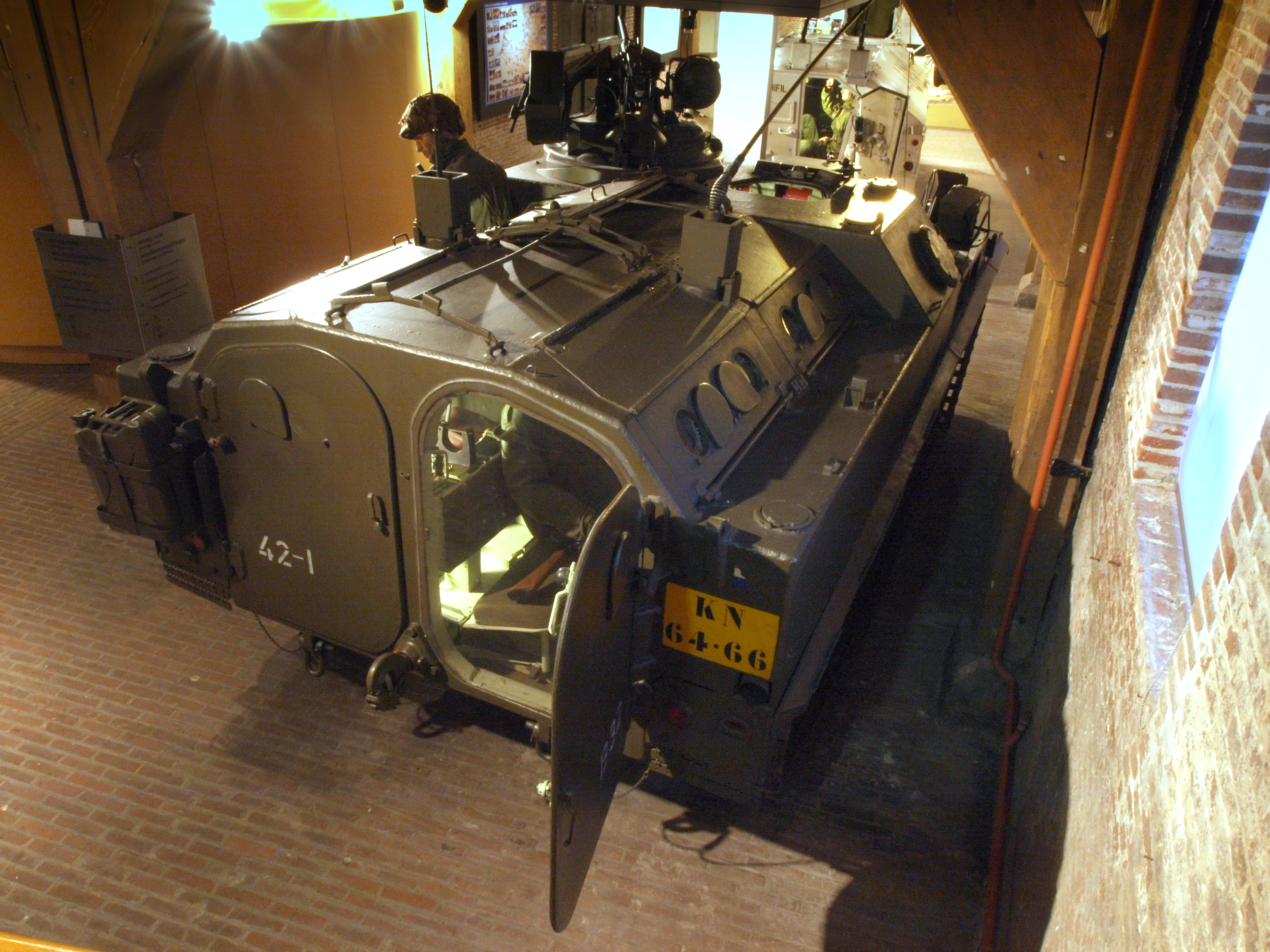
Achteraanzicht AMX-PRI, zitbanken staan met de rug tegen elkaar

Deze voertuigen werden vooral ingezet bij de pantserinfanterie, zij moesten in nauwe samenwerking met tanks aan het beweeglijk gevecht deelnemen. Bij voorkeur voerde de infanterie het gevecht vanuit het voertuig dat bescherming bood en mobiliteit opleverde. De AMX-PRI had als voordeel dat er al rijdend vanuit het voertuig gevuurd kon worden al was dit in de praktijk niet erg nauwkeurig. De volgende zes pantserinfanteriebataljons kregen de AMX-PRI: 41 Painfbat Stoottroepen, 47 Painfbat Menno van Coehoorn, 16 en 42 Painfbat Limburgse jagers, 17 Painfbat Chassé en 14 Painfbat. Het 103 verkenningsbataljon (Huzaren van Boreel) in Seedorf had de AMX-PRI ook korte tijd in gebruik voor haar tirailleurgroepen als overbrugging tussen de M3 halftracks en de M113A1. Een gemechaniseerd pantserinfanteriepeloton bestond in 1969 uit 39 man, te weten één officier, vier onderofficieren en 34 korporaals en manschappen verdeeld over vier AMX-PRI voertuigen.
De AMX-PRI stond bekend als 'zorgenkindje'. Het benzineverbruik, het vele onderhoud maar vooral de vele mankementen (o.a. aan de droge plaatkoppeling) maakten het voertuig tot een dag- én nachttaak voor de monteurs.
Een gedeelte werd later omgebouwd tot mortiertrekker (67) en tankjager met het TOW antitankwapen (circa 26). De Koninklijke Landmacht beschikte naast de AMX-PRI over nog twee andere modellen uit de AMX-reeks, namelijk de lichte tank AMX 13 en ook de lichte 105mm-houwitser AMX PRA.
In 1978 werd de AMX-PRI vervangen door de YPR-765.
Hieronder een overzicht van alle AMX modellen en aantallen die in Nederlandse dienst zijn geweest
| Type      | Omschrijving      | Aantal |
| --------- | ----------------- | ------ |
| AMX 13    | lichte tank       | 131    |
| AMX-PRA   | artillerie        | 82     |
| AMX-PRI   | infanterie        | 345    |
| AMX-PRB   | bergingsvoertuig  | 34     |
| AMX-PRCO  | commando          | 162    |
| AMX-PRVR  | vracht            | 46     |
| AMX-PRGWT | gewondentransport | 46     |
| Totaal    |                   | 846    |

## Afgeleide modellen
PRBRG: bergingsvoertuig voorzien van een blad aan de voorkant voor grondwerkzaamheden zoals het verwijderen van obstakels of het maken van geschutsopstellingen. Tevens voorzien van een hefboom, zogenaamde A-frame, die aan de voorzijde was geplaatst. Als deze niet werd gebruikt, lag deze over de tank heen naar achteren. Ten slotte was er nog een lier met een trekkracht van 4,5 ton en een kabel met een lengte van 63 meter. Er was verder ruimte voor de opslag van noodzakelijk materieel die bij de berging een rol kon spelen. Het gewicht bedroeg 17,8 ton en telde een bemanning van 10 man, waaronder een commandant, een chauffeur, een schutter en zeven soldaten.
PRCO (= AMX-PRI-C): commandovoertuig: in principe een gewone AMX-PRI met ruimte voor zes à acht militairen, afhankelijk van de situatie. De middelste banken (rug aan rug in de lengte van het AMX-PRI voertuig) was vervangen door tafelbladen voor kaarten en dergelijke en er waren extra communicatiemiddelen.
PRGWT voor gewondentransport: ambulance voor het vervoer van gewonden. Het voertuig telde een bemanning van vier personen, waaronder een chauffeur, arts en twee ziekenverzorgers. Er konden maximaal drie liggende en vier zittende passagiers worden vervoerd. Het voertuig had geen bewapening.
PRVR: vracht, geschikt om tot drie ton goederen mee te voeren.
PRMR: trekker voor de 120mm Brandt Rayé mortier
PRAT: antitankwapen (TOW)

## Uitrusting
Bewapening: in de torenaffuit (handmatig 360 graden draaibaar) werd de zware Browning M2 .50 mitrailleur gemonteerd. Deze kon door de boordschutter afgevuurd worden zowel rechtstreeks (met open pantserkoepel) als elektrisch bediend (met gesloten koepel). Een schijnwerper kon met de mitrailleur meedraaien. De chauffeur, boordschutter en commandant waren bewapend met een Browning Hi-Power pistool. De infanteriebemanning zelf had wapens zoals het geweer, lichte mitrailleurs en twee terugslagloze vuurmonden van 84 mm (antitankwapen, ook wel bekend als bazooka). Ook waren er zes elektrische ontsteekbuizen voor rook- en/of fosforgranaten aan de linker voorzijde van het voertuig.
Overig: Er was zendontvangstapparatuur aan boord voor communicatie tussen de voertuigen en met de leiding. Dit was robuuste, maar volumineuze, Amerikaanse apparatuur nog gebaseerd op (mini)elektronenbuizen. Aan de achterzijde bovenop het voertuig was ruimte voor drie inschroefbare sprietantennes. De chauffeur, commandant en boordschutter hadden lichtgewicht tankhelmen met ingebouwde koptelefoon en microfoon voor interne communicatie (intercom). Er waren stofbrillen beschikbaar en de chauffeur had in de winter een extra warme tankoverall aan en met bont gevoerde zwarte laarzen. Chauffeur, commandant en boordschutter, hadden de beschikking over ieder drie periscopen (in het leger consequent verkeerd aangeduid als episcopen). Bovendien kon de chauffeur voor rijden in het donker beschikken over een nachtzichtperiscoop met een infrarood beeldversterker en had het voertuig daarvoor twee IR-koplampen. In het voertuig was een benzinekachel bij koud weer. De ronde, gepantserde luchtaanvoer hiervan zat aan de rechterkant op het schuine bovenste deel van het voertuig. Aan de voorkant van het voertuig links, op de schuine kant van de opbouw, was een gereedschapsrek gemonteerd voor o.a. een schep en koevoet. Aan de voorkant zat verder een reserve loopwiel en ditto rupsbandschakel gemonteerd. 

## Opleiding chauffeurs en bemanning
De chauffeurs, veelal dienstplichtigen, werden opgeleid in het PanserInfanterieRijopleidingsCentrum (PIROC) in Zeelst bij Eindhoven. Deze opleiding duurde drie maanden. Hierbij werd geoefend op de betonbanen van PIROC, een militair oefenterrein op de heide bij Budel en op de (niet drukke) openbare wegen in de directe omgeving.
De parate troepen oefenden op diverse plaatsen, vaak in de nabijheid van de kazernes. Bijvoorbeeld vanuit de legerplaats Oirschot op het ernaast gelegen militair oefenterrein Oirschotse Heide of op de heide bij Budel. Schieten met de .50 mitrailleur werd in Den Helder gedaan: men schoot dan vanuit de duinen op een boven zee achter een vliegtuig aan gesleept doel. (Bij recht vooruit schieten moest de chauffeur de pantserklep dicht houden: alle hete hulzen vielen anders in zijn nek). Ook werd deelgenomen aan de enkele weken durende 'Oefening Hohne' in Duitsland: het NAVO-oefenterrein in Bergen-Hohne. De AMX-voertuigen en bemanning gingen per trein vanuit Eindhoven naar Hannover en terug.

## Rupsbanden
De rupsband bestaat uit stalen schakels die met dito pennen met elkaar zijn verbonden. Door ook begin en eind aan elkaar te maken ontstaat een lange, flexibele stalen band zonder einde. De AMX rijdt op aan iedere kant vijf geveerde loopwielen die in de rupsband links en rechts lopen. De rupsbanden worden aangedreven door een groot getand wiel aan de voorkant. De bovenkant van iedere rupsband worden omhoog gehouden door vier geleidewieltjes en met een spanwiel aan de achterkant is de band strak genoeg in te stellen. Op het rijvlak van de rupsbanden zitten rubberen blokken. Deze dienen om beschadiging van verharde wegen te voorkomen. Indien veel op ijs gereden zou moeten worden, kunnen de rubber blokken vervangen worden door stalen pennen voor meer grip.

## Besturing
Bestuurscabine: 
De bestuurscabine van de AMX zit aan de linker voorkant. De linker- en voorzijde van de cabine worden gevormd door het pantser. Aan de rechterkant zit een schot waarachter de motor ligt en aan de achterkant zit een uitneembaar schot - met een klepraampje als enig fysiek contact tussen chauffeur en bemanning - uitkomend in de bemanningsruimte. De chauffeur zit in deze benauwde en lawaaierige cabine (motor!) op een stoel die naar voor en naar achter verstelbaar is. De stoel heeft ook twee verticale standen: in de lage stand rijdt de chauffeur met het hoofd binnen het pantser en in de hoge stand rijdt hij met het hoofd door het pantserluik. Dit is de meest gebruikte stand in vredestijd. In de lage stand met het luik dicht zijn het gebruik van periscopen noodzakelijk.
Voor de chauffeur, op borsthoogte (kniehoogte bij de stoel in hoge stand), zit een paneel met metertjes voor brandstof, accu en motortemperatuur. Rechts naast dit paneel zit de versnellingshendel. Deze kan met een knop verticaal in drie standen op en neer bewegen en vanuit de middenstand 45 graden horizontaal naar links en naar rechts. De vrijstand, vijf versnellingen voor- en een achteruit zijn verdeeld over de mogelijke standen. Bijvoorbeeld in de vrij staat de knop verticaal hoog en horizontaal in de middenstand; eerste versnelling: knop naar links, achteruit: knop naar rechts.
Sturen:
De rijrichting van een rupsbandvoertuig wordt geregeld door de linker of rechter rupsband af te remmen. Hiervoor zitten naast de knieën van de chauffeur (bij de stoel in hoge stand), vanuit de vloer, de hydraulische besturingshendels, ieder met een horizontaal handvat. Trekken aan het linker handvat (linker rupsband wordt afgeremd): het voertuig buigt naar links. En trekken rechts: het voertuig buigt af naar rechts. De chauffeur kan ook een hendel naar voren duwen, de rupsband aan die kant gaat dan sneller naar voren. En zo kan het voertuig zelfs om zijn as draaien: bijvoorbeeld linksom: linker hendel naar achter trekken en rechter hendel naar voren duwen. (Dit gaat goed op verhard wegdek, maar in ruig terrein met mul zand kunnen de rupsbanden er af lopen!) Naast de hydraulische besturingshendels zit links en rechts ook nog een mechanische hendel voor noodgevallen, als de motor niet draait is er ook geen oliedruk voor het hydraulisch systeem.